# Pietro Longhi
Pietro Longhi (Venècia, 5 de novembre de 1701-8 de maig de 1785) va ser un pintor i gravador italià d'escenes costumistes.

## Biografia
Pietro Antonio, primogènit del mestre argenter Alessandro Falca i d'Antonia, va néixer a Venècia i va ser batejat en la parròquia de Santa María. Va adoptar el cognom Longhi quan va emprendre l'activitat artística. Igual que altres venecians de l'època rococó, Longhi va realitzar el seu aprenentatge a Bolonya, primer amb Antonio Balestra, canviat de nom pintor veronès de l'època i després amb Giuseppe Maria Crespi, anomenat el Spagnoletto, en el taller del qual, va entrar en contacte amb els quadres del Gambarini, amb escenes de gènere d'estil refinat i superficial, típic del moment. Cap al 1730 es trobava de nou a Venècia. D'aquest any data també la seva primera obra notable, un retaule encarregat pel prevere de la Parròquia de San Pellegrino, a Bèrgam, que mostra marcades influències de l'estil barroc propi de decoradors venecians del segle xviii. El 27 de setembre de 1732 contreu matrimoni amb Caterina Maria Rizzi a l'església de Sant Pantaleón (Venècia) i ja el 12 de juny de 1733 neix el primogènit, Alessandro; naixeran altres deu fills, dels quals només Alessandro, Maddalena Ana –nascuda en 1738- i Antonia Lucía –nascuda en 1741-, arribaran a l'edat adulta.

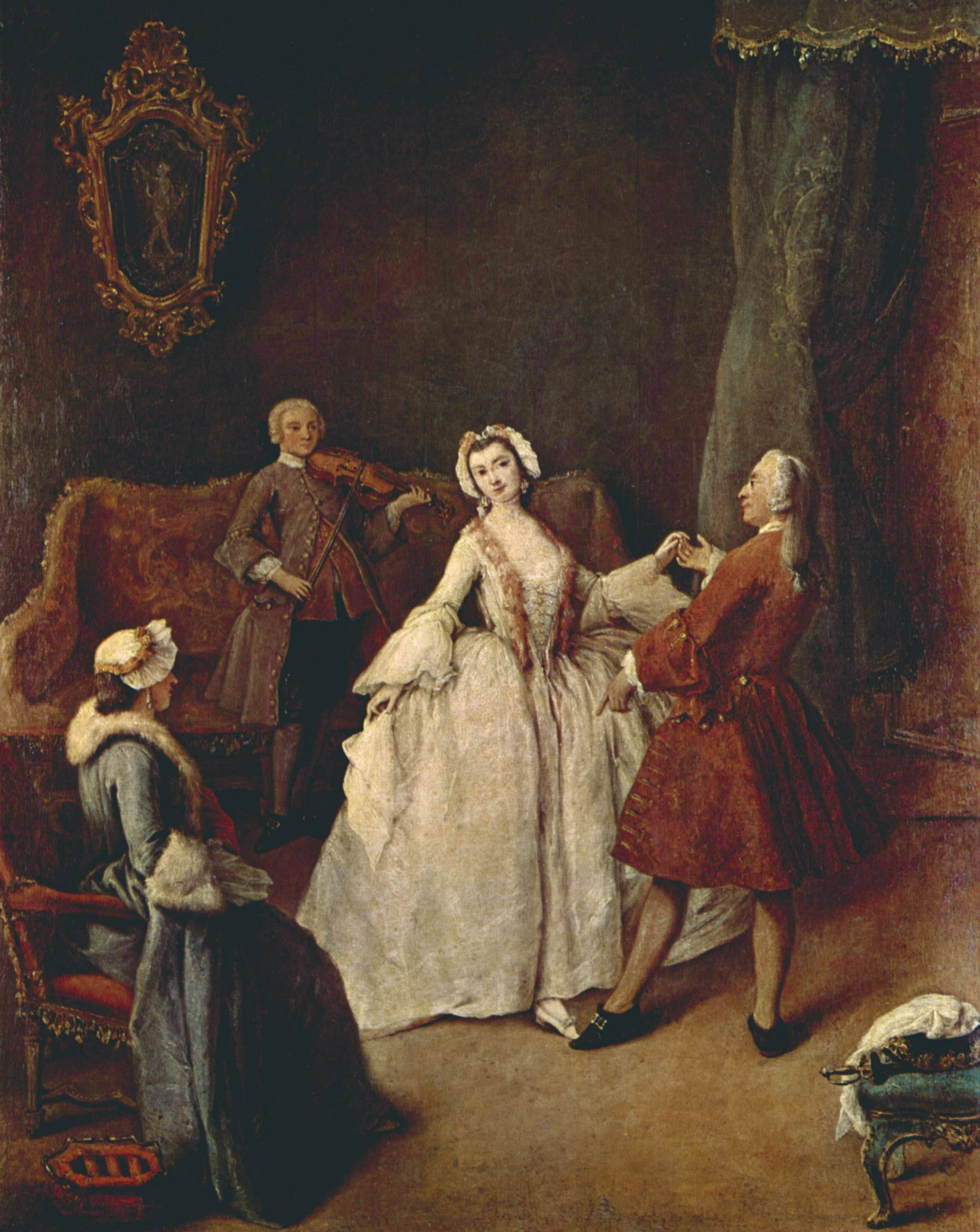
La lezione di danza, ca. 1741, Venècia, Galleria dell'Accademia.

Al principi de la seva carrera, es va dedicar a pintar escenes religioses i històriques, que no li van reportar cap èxit. Recentment el 1737 figura inscrit en la Confraria dels pintors italians, lloc que deixa l'any 1773. A partir dels anys quaranta i per influència de Crespi, va començar a pintar escenes costumistes, convertint-se en un sol·licitat retratista de la vida veneciana. Seguint els passos de Antoine Watteau i els seus successors, va aconseguir crear una versió personal del quadre-conversa, en el qual, amb una fina ironia, reflecteix els costums de la societat veneciana.
El dramaturg i poeta Carlo Goldoni li va dedicar un sonet l'any 1750 que comença amb el vers «... Longhi tu que anomenes a la meva germana musa del teu pinzell que la veritat persegueix...». L'any 1756 va ser triat membre de l'Acadèmia de Venècia de pintura i escultura -presidida per Giovanni Battista Tiepolo, en la qual exerciria de professor de 1758 a 1780. S'ha observat, encertadament, un paral·lelisme entre els quadres costumistes de Longhi i les comèdies de Goldoni, amb el qual el pintor va estar en contacte.
Es va distingir extraordinàriament pels seus quadres de costums venecians, en els quals l'agudesa d'observació i l'originalitat de l'assumpte, supleixen amb freqüència la falta de grans dots artístics. La popularitat de les obres de Longhi va ser considerablement deguda als gravats de Cattini, Faldoni i Bartolozzi.
A partir dels anys seixanta canvia l'estil longhiano amb l'enfosquiment de les tonalitats i una pinzellada més àmplia que sembla poc treballada, per la qual cosa es conjectura sobre una acostament a la forma rembrandtiana, en el deixant del seu contemporani Giuseppe Nogari, però en realitat són mostres de la fatiga d'un corrent que en molts anys no ha trobat capacitat de renovació, gairebé un mirall de la mateixa República veneciana.
L'any 1763 dirigeix l'Acadèmia de Dibuix i Gravat, instituïda per la família Pisani en el Palau Sant Esteban i destinada a la instrucció de Almoró Pisasni. La institució tanca les portes el 1765 després de la sobtada mort del jove patrici. La labor de retratista es fa més important, per la qual cosa el seu jove fill Alessandro col·labora ja en ella. El 1779 participa en l'elecció a l'Acadèmia del jove escultor Antonio Canova ; finalment, el 8 de maig de 1785, després d'una convalescència de deu dies, mor d'un greu angina de pit a la seva casa de San Pantaleón, Venècia.

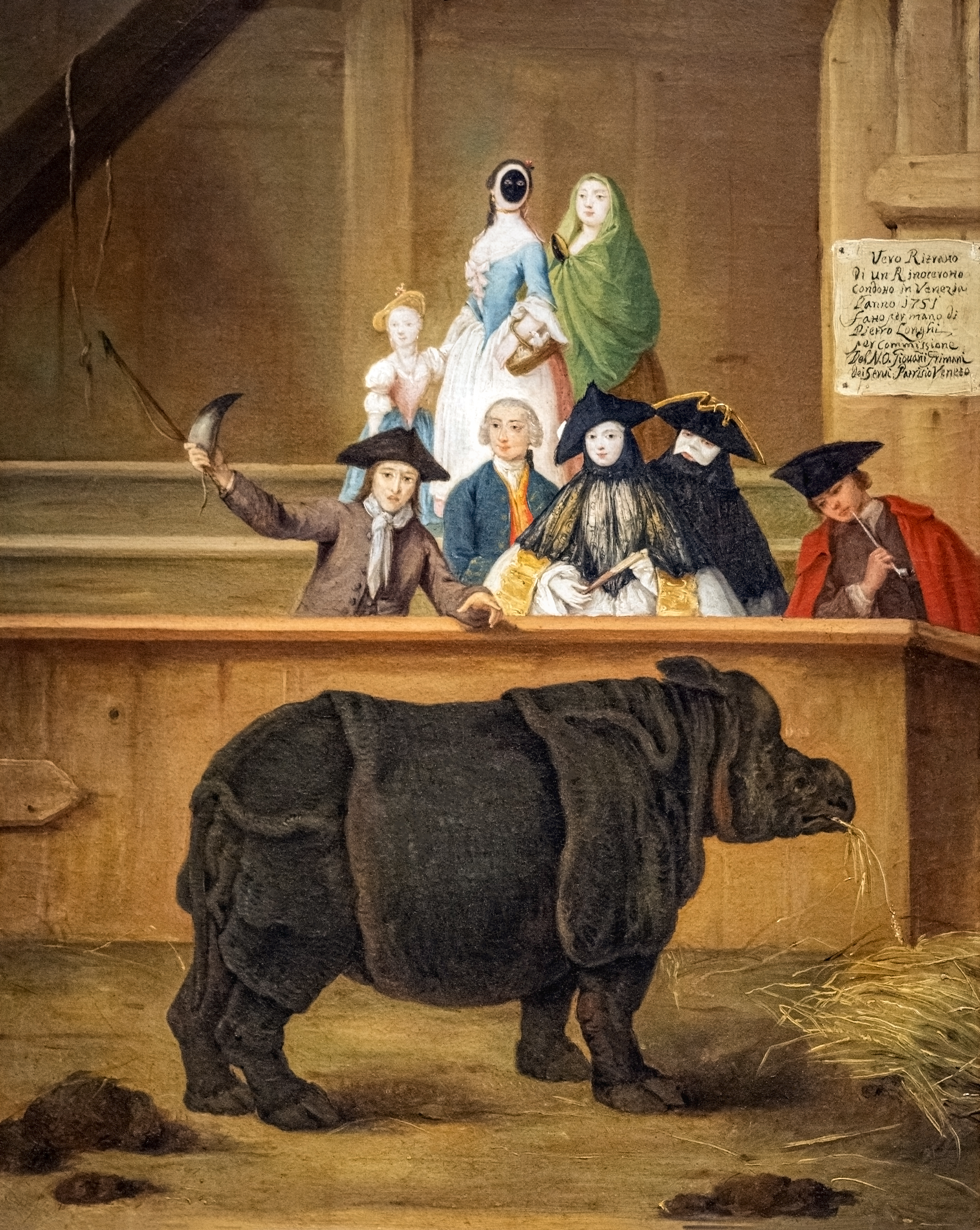
El rinoceront, h. 1751, oli sobre tela, 62 x 50 cm, (Ca' Rezzonico, Venècia).

## Llegat artístic
Anàlisi de l'obra "El rinoceront": El 1751 es va exposar a Venècia un exemplar de rinoceront anomenat Clara, que havia pogut admirar-se anteriorment a Nuremberg, Stuttgart i Estrasburg. En aquest llenç, Longhi mostra a uns curiosos que han acudit a veure l'espectacle sobre una tribuna de fusta, davant de la qual es troba el rinoceront que menja amb tranquil·litat el farratge. No obstant això, cap dels espectadors observa al monstruós animal. L'elegant dama amb el tricorni i la caputxa d'encaix mira a l'espectador del quadre; el seu enigmàtic acompanyant emmascarat, igual que el lacai a la seva dreta, té la mirada posada en el buit; l'home de la pipa de fang, en la vora dreta del quadre, medita absort en els seus pensaments; la dona del mocador verd mira a l'altre costat i la seva veïna observa immòbil a través d'un "visard" (o moretta muta). Ni tan sols la nena mostra interès. Tots estan rígids en la seva aparent vivor, irreals darrera la màscara o la fisonomia.. Semblen com a cites d'una vida veneciana que ja no tenen en si, sinó que únicament exhibeixen. Davant d'aquesta indiferència silenciosa, el rinoceront: pesat, apàtic, simple, pintat amb una certa ingenuïtat; el cartell l'identifica com "Vero Ritratto di un Rinocerotto", el veritable retrat d'un animal que, en el seu exotisme, és l'única cosa real. Per contra, el món quotidià venecià s'ha convertit en el realment estrany, perquè no és més que màscara, disfressa, antifaç, ombres de la realitat, a la qual no pot retornar ni tan sols la sorpresa.

## Galeria

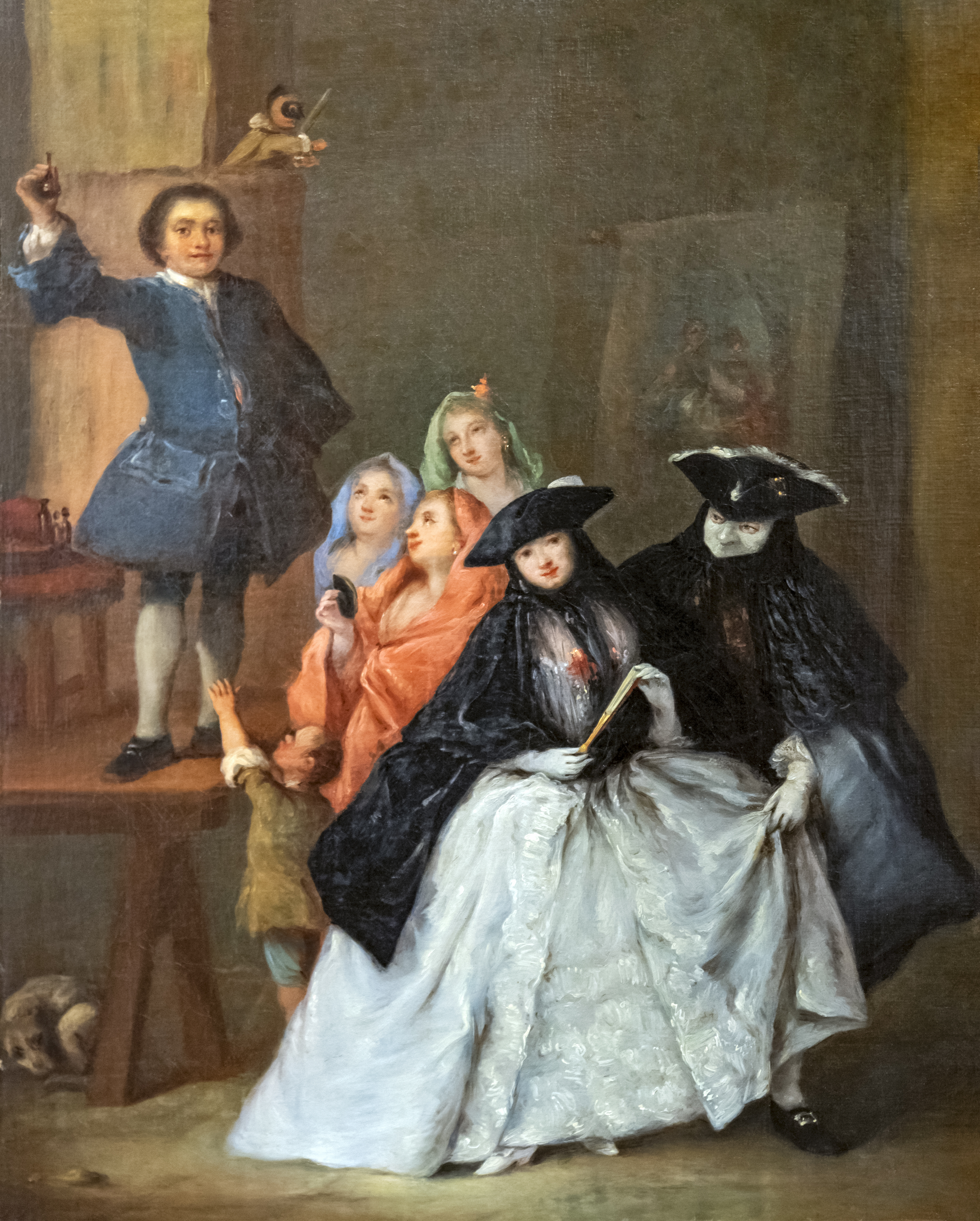
El xerraire, h. 1757.
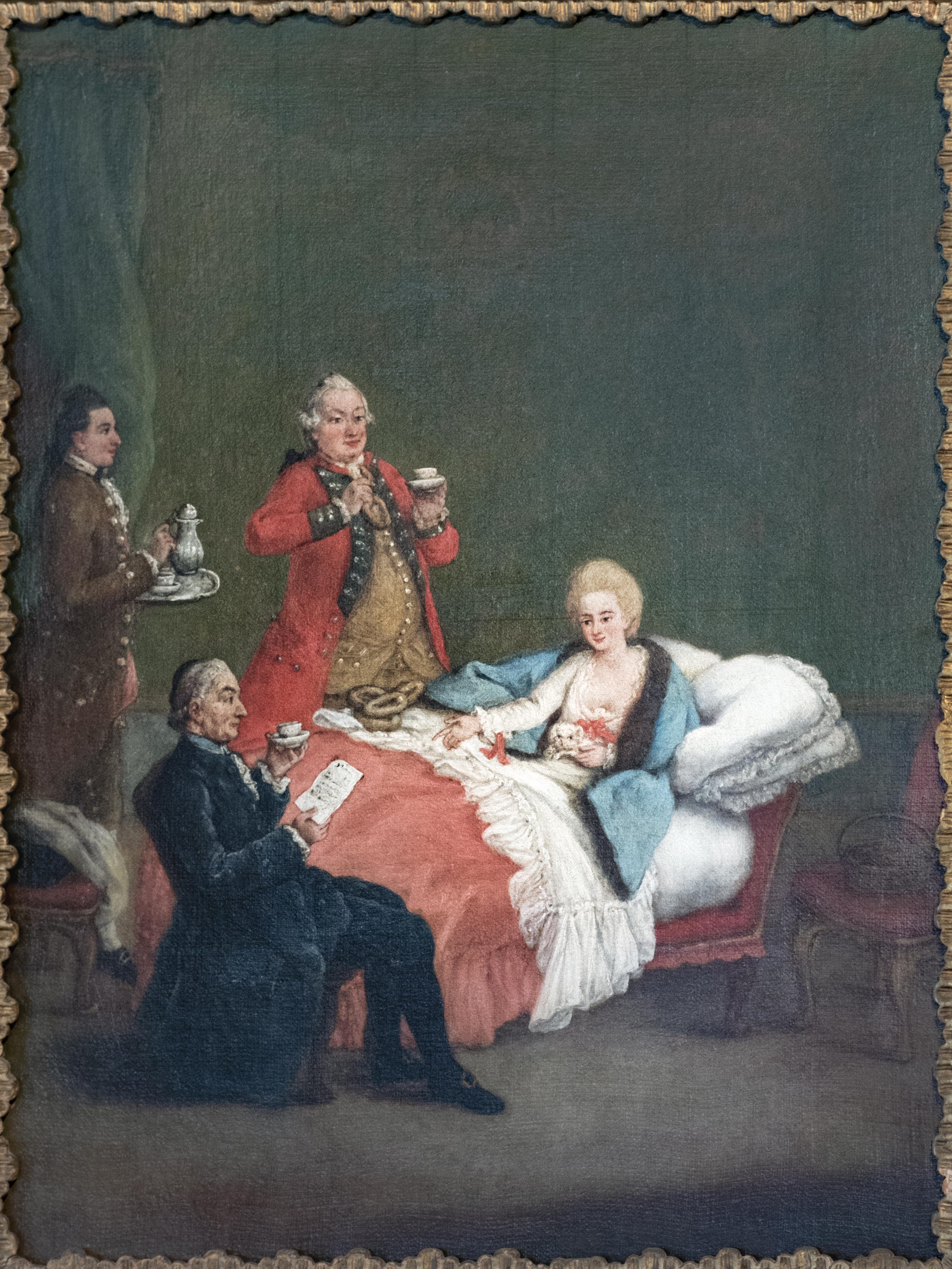
El xocolata matinal, 1780.
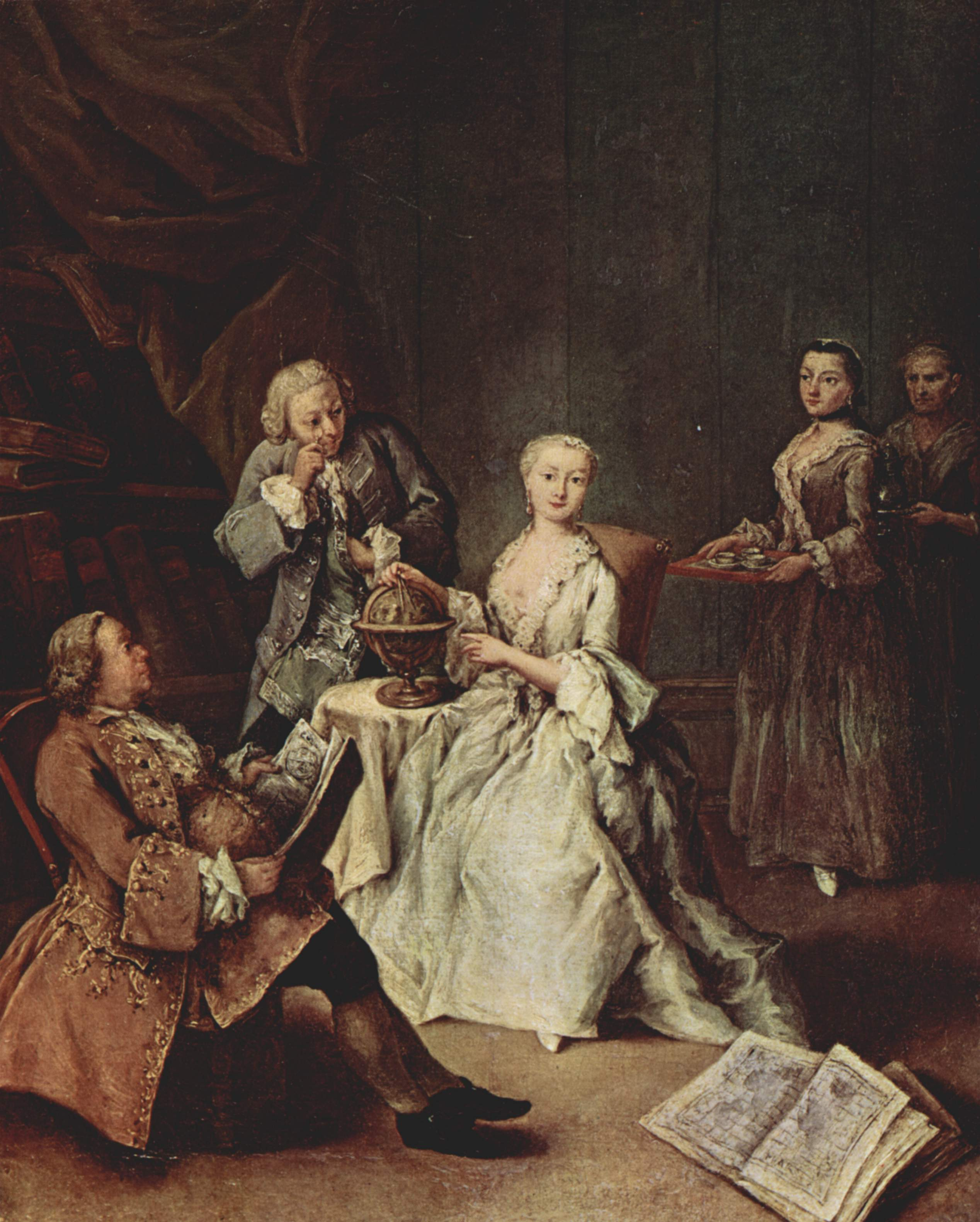
El geògraf, 1752.
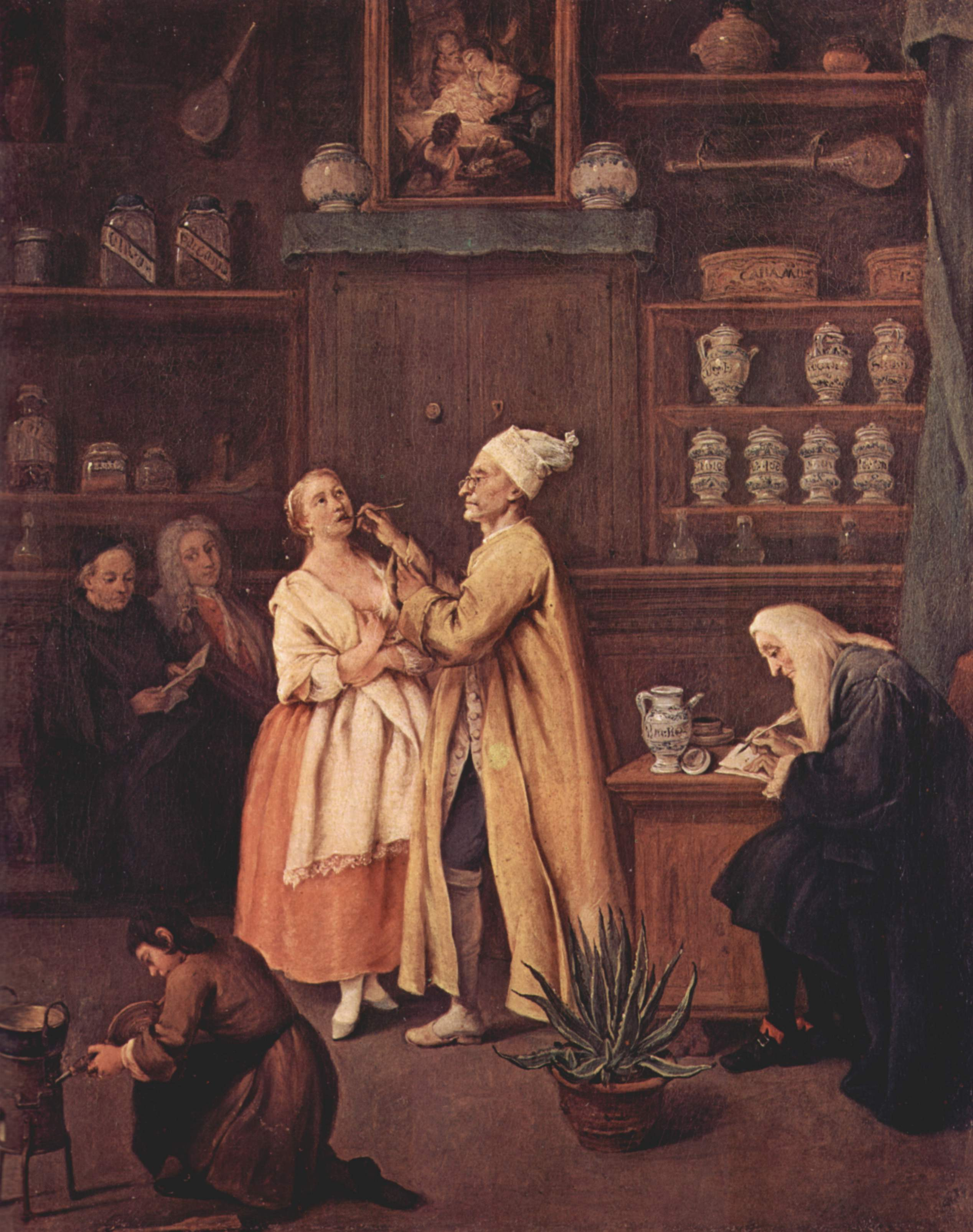
L'apotecari, h. 1752.
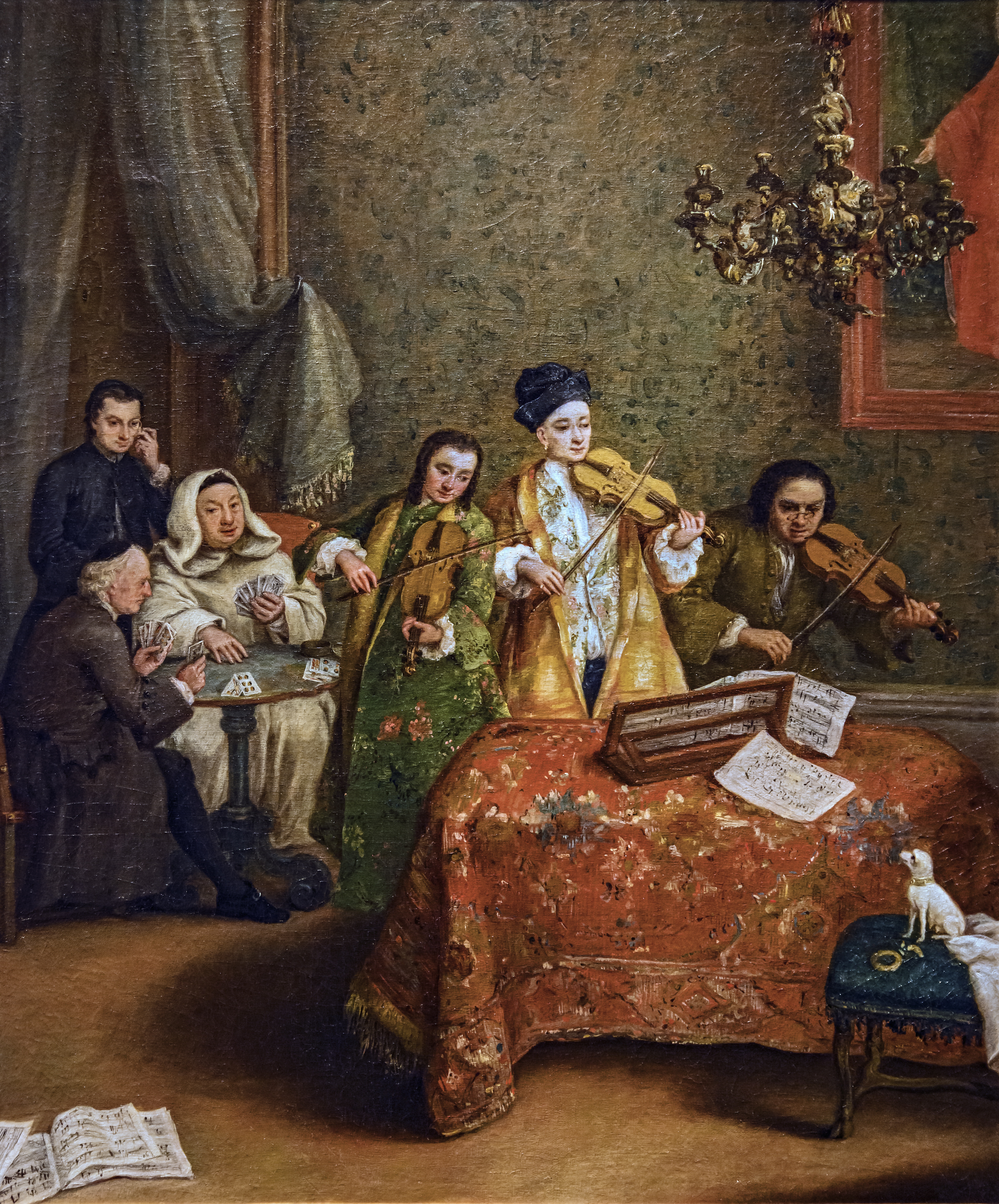
El petit concert, 1741.
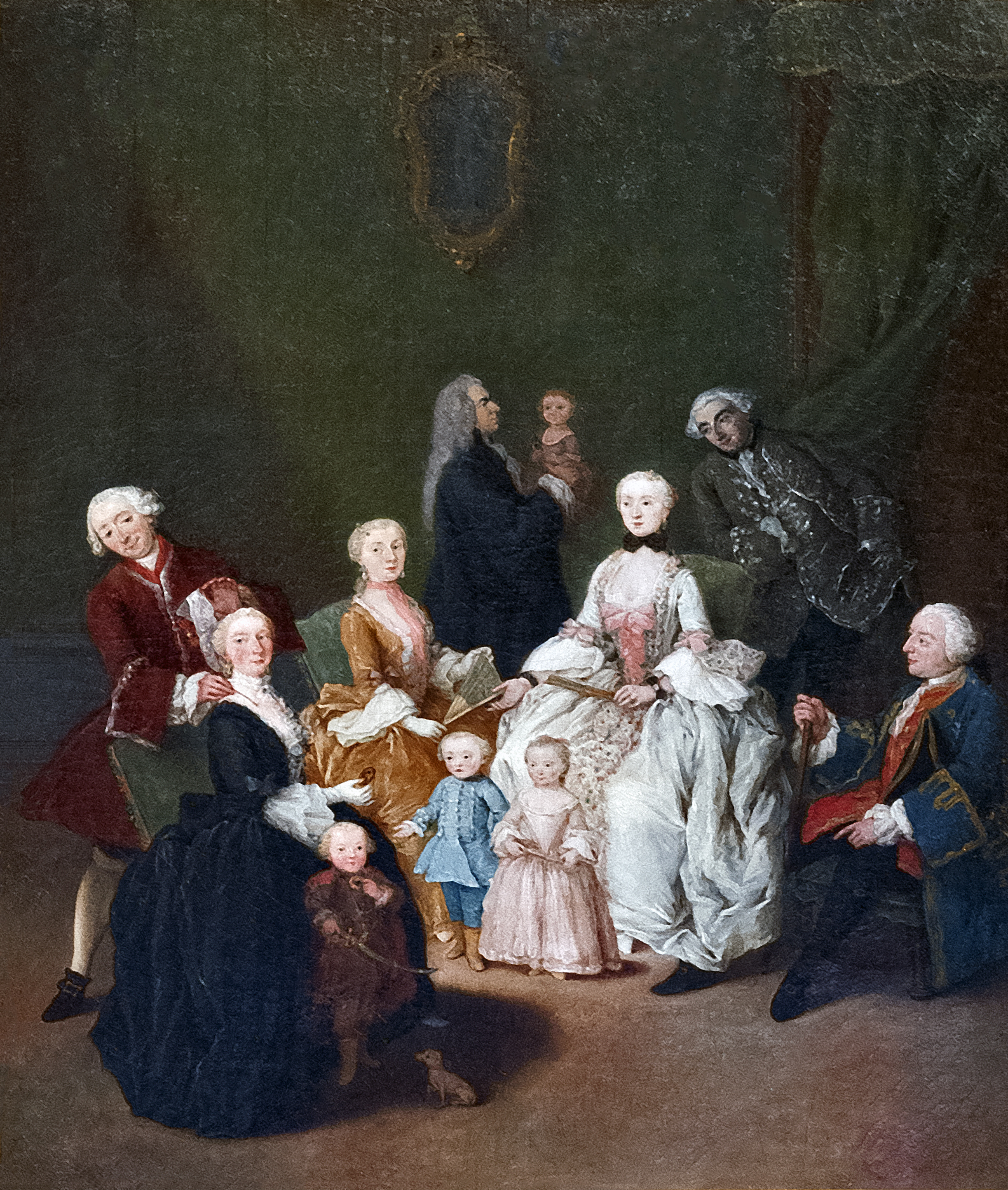
La família burgesa, 1752.
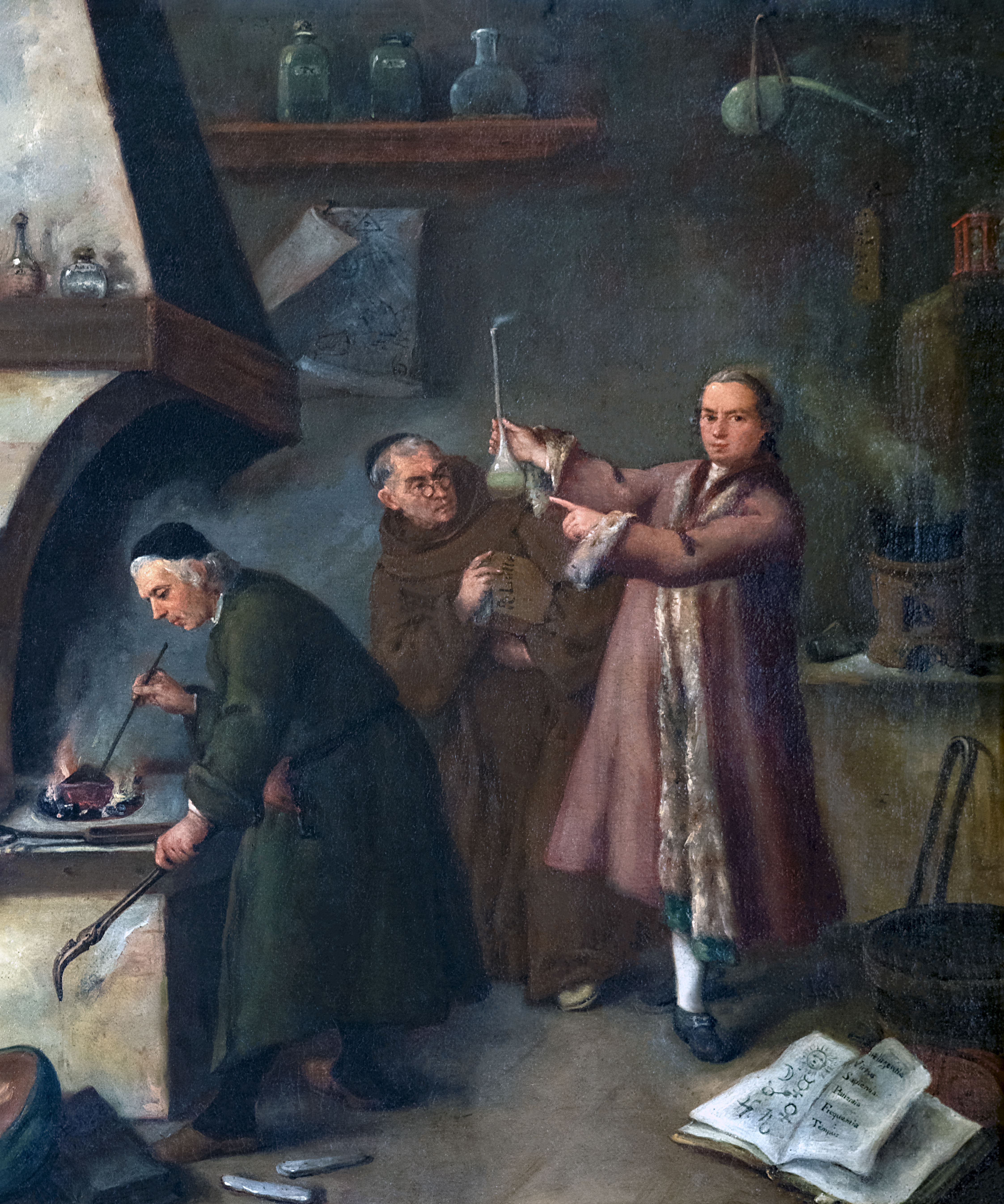
L'alquimista, h.1757.
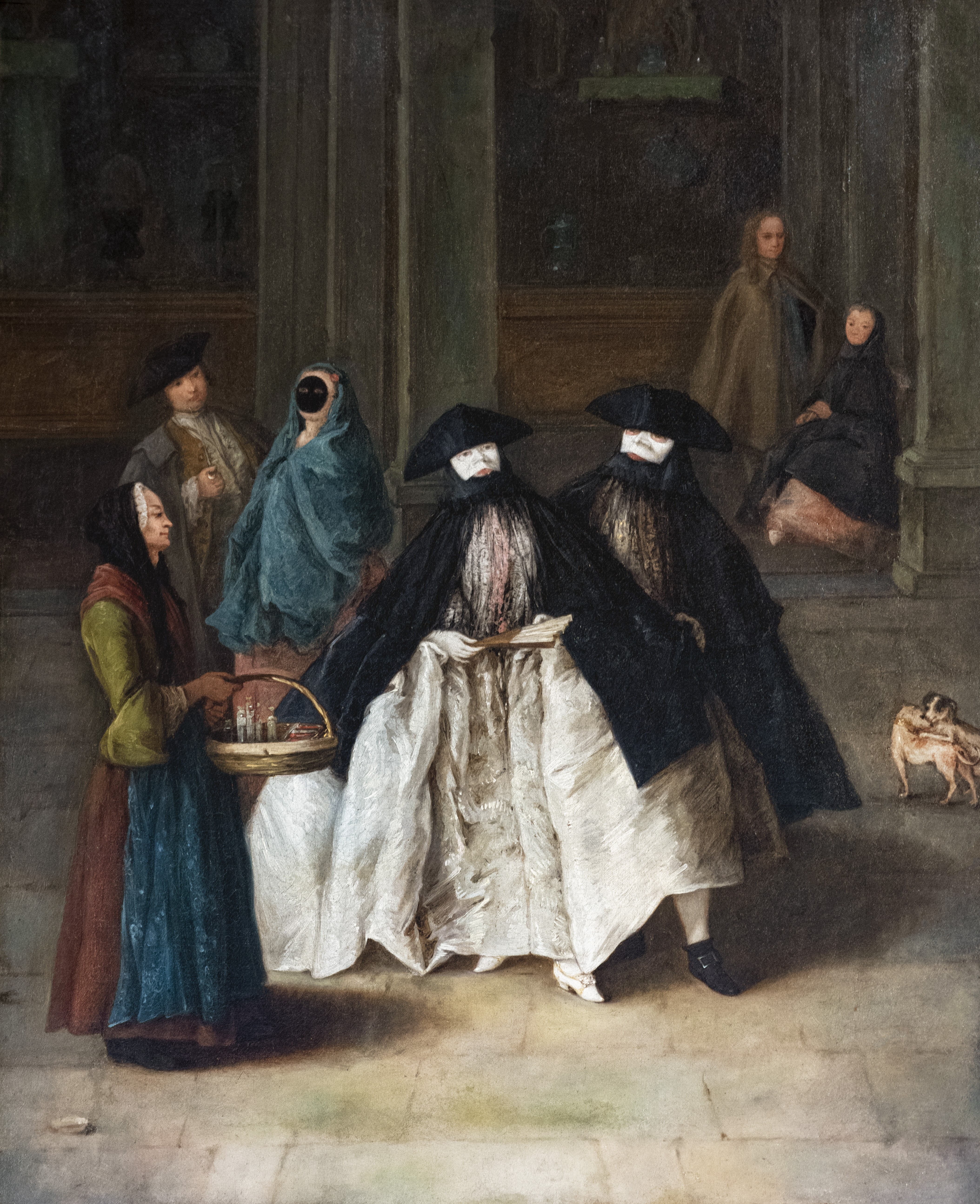
Els emmascarats, h.1756.